# Wind Lake
Wind Lake is een plaats (census-designated place) in de Amerikaanse staat Wisconsin, en valt bestuurlijk gezien onder Racine County.

## Demografie
Bij de volkstelling in 2000 werd het aantal inwoners vastgesteld op 5202.

## Geografie
Volgens het United States Census Bureau beslaat de plaats een oppervlakte van 18,6 km², waarvan 13,7 km² land en 4,9 km² water.

## Plaatsen in de nabije omgeving
De onderstaande figuur toont nabijgelegen plaatsen in een straal van 12 km rond Wind Lake.